# Prymnesium kappa
Prymnesium kappa ist eine Art (Spezies) mariner Haptophyten.
Ihre Typlokalität ist das Meer vor Port Erin, Isle of Man, wo sie im Oktober 1955 entdeckt wurde.

## Beschreibung
Die motilen (beweglichen) Zellen sind annähernd kugelförmig (sphaeroidal) mit einem Durchmesser von normalerweise 4,5–6,5 µm (in Ausnahmefällen auch 4,0–10,5 µm).
Die beiden Geißeln und eine Haptonema entspringen nahe beieinander an einem Pol. Die beiden Geißeln sind gleich und eineinhalb bis zweieinhalb Mal so lang wie der Zelldurchmesser.
Sie sind glatt und enden, wie man unter dem Elektronenmikroskop (EM) sieht, stachelspitzig (en. mucronate, abrupt endend in einer kleinen scharfen Spitze).
Die Haptonema ist im voll ausgezogenen Zustand etwas länger als die Geißeln, mit einer basalen Schwellung, einer keulenförmigen Spitze. Im EM erkennt man eine durchscheinende Hülle.
Der Periplast (Zellhülle) ist mit sehr dünnen, durchsichtigen Schuppen bedeckt, die nur unter dem EM sichtbar sind.
Sie haben ovale bis polygonale Form (Größe 0,3 × 0,4 µm bis 0,5 × 0,8 µm), am Geißelpol gibt es einige Schuppen mit einem weichen Mittelstachel oder -dorn (en. soft central spine).
Die Zellen haben einen (einzigen) Zellkern und sind ohne Augenfleck (Stigma). Es gibt normalerweise zwei bis vier goldbraune Chromatophoren (pigmentierte Chloroplasten), manchmal auch nur einen oder gar keinen. Diese sind in den Zellen der motilen Phase gewöhnlich untertassenförmig, parietal (wandständig) gelegen. Sie zeigen einen einzelnen kugelförmigen Körper (möglicherweise ein Pyrenoid), der zentral auf der Innenseite jeder Zelle sitzt.
In den Zellen der nicht-motilen Phase sind die Chromatophoren (d. h.) Chloroplasten tief gelappt oder sternförmig.
Die Zellen produzieren Öl und Leucosin.
Schleim (Mucus) produzierende Körperchen (en. ejectile muciferous bodies, siehe Extrusom) befinden sich im Zytoplasma vor allem am unbegeißelten Ende (Pol).
Die Algen sind holophytisch (photoautotroph, d. h. leben allein von der Photosynthese) und/oder phagotrophi (räuberisch, d. h. sie ernähren sich durch Phagozytose).
Sie sind (im Gegensatz zur Spezies P. parvum derselben Gattung Prymnesium) nicht giftig für Fische.
In der motilen Phase findet eine ungeschlechtliche Vermehrung von pigmentierten und nicht-pigmentierten Zellen durch Spaltung in 2, 3 oder 4 Tochterzellen statt.
In der unbeweglichen Phase ungeschlechtliche(?) Vermehrung durch sukzessive Spaltung der amöboiden Zellen zu 4 Tochterzellen mit Wänden.

## Viren
Torill Vik Johannessen und Kollegen berichteten 2015 über die Entdeckung dreier neuer lytischer Doppelstrang-DNA-Viren aus dem Raunefjord in der Provinz Vestland, Norwegen. Es zeigte sich, dass diese – obwohl sie Mikroalgen parasitieren – der Familie Mimiviridae nahestehen, in der dies zuvor noch nicht beobachtet wurde. Das International Committee on Taxonomy of Viruses (ICTV) hat inzwischen für diese Viren mehrere Schwesterfamilien der Mimiviridae innerhalb einer gemeinsamen Ordnung Imitervirales eingerichtet.
Bei den 2015 beschriebenen Viren aus dem Raunefjord handelt es sich um
- Kandidatenspezies „Haptolina ericina virus RF02“ (HeV-RF02, Familie Mesomimiviridae, früher als OLPG bezeichnet)
- Prymnesium kappa virus RF01 (PkV-RF01),[4][5][6] offiziell Spezies Biavirus raunefjordenense, Familie Schizomimiviridae (früher Aureococcusviren genannt)
- Kandidatenspezies „Prymnesium kappa virus RF02“ (PkV-RF02, Familie Allomimiviridae, früher Tetraselmisviren genannt).

Jedes dieser neuen Haptophytenviren stellte zum Zeitpunkt der Entdeckung 2015 die gängigen Vorstellungen von Algenviren in Bezug auf Wirtsspektrum, phylogenetische Zugehörigkeit und Größe in Frage.
HeV-RF02 war (mit einem Kapsiddurchmesser von ca. 310 nm) das bis dato größte bekannte Algenvirus. PkV-RF01 und HeV-RF02 zeigten sich in der Lage, neben P. kappa verschiedene andere Algenspezies zu infizieren, sogar aus unterschiedlichen Gattungen. Es zeigte sich auf Grund phylogenetischer Analysen, dass PkV-RF01 und HeV-RF02 – obwohl sie die gleichen Wirte infizieren können – in verschiedene Gruppen einzuordnen waren. Aus diesem Grund hat das ICTV dann mehrere Mimiviridae-Schwesterfamilien eingerichtet.
Die Ergebnisse ab 2015 zeigten insgesamt eine große Variation unter Viren, die eng verwandte Mikroalgen infizieren, und stellren die damals gängige Vorstellung in Frage, dass Algenviren einen engen Wirtsbereich haben, der die Phylogenie ihrer Wirtszugehörigkeit widerspiegelt.

## Bildergalerie
Eine Bildergalerie zu P. kappa findet man auf der Nannotax3 Webseite (www.mikrotax.org).